# Iglesia de Nuestra Señora de los Ángeles (Bienvenida)
La iglesia de Nuestra Señora de los Ángeles es un templo parroquial de la Iglesia católica situado en el municipio español de Bienvenida, en la provincia de Badajoz.

## Historia
Los orígenes de la iglesia se remontan al siglo XVI, cuando aparece mencionada en una orden del vicario de Tudía al vicario Juan Riero el 16 de agosto de 1545.El elemento más antiguo del templo es la capilla mayor, que ya aparecía mencionada en las actas de la Visitación de 1498 dando a entender la existencia de un primitivo templo de menor tamaño al actual. La capilla del Sagrario se fundó hacía el 1544 por el vicario Juan Riero y se mandó colocar en ella un retablo de azulejos como los que él mismo mandó colocar en el Monasterio de Tentudía. La capilla de la encarnación es mencionada en el Archivo Diocesano en torno al 1700, en él se menciona un testamento de Isabel Gutiérrez del 18 de febrero de 1629 que relata la construcción de una capilla junto a la capilla mayor del templo.La torre también se construyó en estos años, comenzando su levantamiento aproximadamente en 1628 y finalizando la obra en 1632.
El retablo mayor data de la segunda década del siglo XVII, obra de Francisco Morato. El encargado de dorar y pintar dicho retablo fue en un principio Vicente Perea, aunque finalmente, tras sacar la obra a pregón público, fue realizada por el antes mencionado Perea, Juan Montaño y Cristóbal Gutiérrez, siendo labrado en 1613 y dorado en 1617, teniendo el retablo un coste final de 11000 reales.
En 1755 el terremoto de Lisboa provocó que las bóvedas de crucería se derrumbasen, siendo más tarde edificadas las actuales bóvedas de cañón.
Años más tarde, la Guerra de la Independencia, y posteriormente la Guerra Civil, provocaron daños a la parroquia, siendo en 1936 incendiado el archivo parroquial provocando la destrucción de todos los libros que albergaba.
El 27 de diciembre de 1983, el Boletín Oficial del Estado publicaba el Real Decreto 3182/1983 del 19 de octubre que declaraba la iglesia parroquial de Nuestra Señora de los Ángeles de Bienvenida monumento histórico artístico, dejando el monumento bajo la tutela de la Dirección General de Bellas Artes y Archivos.

## Partes

### Exterior del templo
En el exterior  de la iglesia hay  gruesos muros de mampostería, enfajados de ladrillos. Tiene una nave única con la nave central más ancha y alta que la capilla del altar mayor. En fachada norte sobresale la capilla de la Encarnación, construida en 1635. En la fachada sur está, de izquierda a derecha, la sacristía, la «Capilla del Sagrario» y la torre. Entre la «Capilla del Sagrario» y la torre, hay una verja de hierro que separa el atrio del resto de la plaza.

#### Puertas del templo
El templo tiene tres puertas al exterior con muy diferentes significados y construcción: 
La puerta principal, que está orientada hacia el sur, está rematada por  arco  de medio punto. Dicho arco como las jambas y el cornisamento o entablamiento superior, que son el conjunto de piezas que gravitan inmediatamente sobre las columnas,  se construyeron con piedras blancas, semejantes al mármol. En dicho entablamento o cornisamento, figuran relieves de caballeros y santos estando una imagen de la Virgen en la hornacina superior, coronada por los ángeles. Sobre esta puerta principal hay dos grandes vanos ciegos que debieron ser ventanales pero que se tapiaron al construir las actuales en la bóveda de cañón.
La puerta del perdón, construida con ladrillos, tanto arco, escarzano y las jambas. Esta puerta, está tapiada, por lo cual no es utilizable. Sobre la puerta y en el frontón que forman las inclinaciones del tejado, hay un óculo abocinado. Por este óculo, que da a occidente penetran la luz solar al final de la tarde.
La tercera puerta también está hecha de ladrillos, da al norte, y es semejante a la del perdón pero menos decorada.

#### La torre
La torre tiene cuatro cuerpos y su base es de planta cuadrangular. Es de estilo mudéjar, edificada toda ella con ladrillos, reservando la piedra para el basamento y las esquinas.
El primer cuerpo, que tiene unos 15 m de altura fue colocado como envolvente de la construcción primitiva para reparar los  daños del terremoto de Lisboa le había causado pero con esto, la torre perdió esbeltez y  ganó en seguridad. Todo está construido en mampostería y fajones de ladrillos, similar al resto del templo. En la parte frontal tiene dos ventanas superpuestas. La inferior ilumina la capilla bautismal y la superior  da al llamado  “cuarto de la leña” y está rematado por tres arcos ciegos.
El segundo cuerpo, de sección cuadrada, tiene dos ventanas en cada lado culminadas por  arcos de medio punto más estrechos cuyo acceso, se realiza por medio de una rampa, flanqueada por unos pináculos piramidales. En dos de las ventanas, que forman el ángulo sureste, están situadas las campanas.  Posteriormente se tapó otro ventanal frontal para poner la esfera del reloj.
El tercer cuerpo es de sección ochava. Es el más esplendoroso en decoración y en su cima aprecian azulejos. Está rematado por una especie de corona de elementos semejantes a cántaros. Por último, formando el cuarto cuerpo sobresale una torrecilla cuadrangular con vanos en sus cuatro lados y rematada por una  pirámide de pizarra, culminada por una veleta y coronada por la silueta de un gallo.

### El interior de la iglesia
Todo el cuerpo de la iglesia esta cubierto por una gran bóveda de cañón construida en el siglo XVIII y los tramos están separados por  arcos fajones, que se apoyan en los pilares exteriores
En el interior, el cuerpo de la iglesia está cubierto por la amplia bóveda de cañón, elevada en el siglo XVIII. Sus tramos están separados por arcos fajones, que descansan en las pilastras exteriores. La capilla mayor o ábside está cubierta de  bóvedas nervadas, también llamadas  bóvedas de crucería  de diez claves, según un modelo usado en la zona suroccidental de España. En el frente de la capilla mayor hay espléndido retablo del siglo XVI creado por el escultor portugués Francisco Morato, así como otros de menor entidad en las capillas laterales.
El lado de la epístola, se encuentra la reja de la capilla del vicario de Tudía, Juan Riero. En el interior de la capilla hay un altar de obra de fábrica y un retablo en honor de la Inmaculada Concepción con tres calles que están separadas por columnas corintias con un frontón triangular en el centro y dos curvos en los extremos, es decir, un frontón por calle.
Sin quitar mérito a lo anterior, es posible que la mejor pieza que conserva la iglesia es la cruz parroquial de plata, también llamada la cruz de Bienvenida presenta sus brazos rectos. La medalla central es circular y el nudo de la cruz es cuadrangular y en las esquinas se disponen columnas jónicas, que resaltan el esviaje de la cornisa. Está coronada por frontones triangulares.

#### El órgano
En el lado del evangelio está la caja del órgano. Casi nada debió quedar del antiguo tras el hundimiento de la bóveda del templo. En 1715 Don Antonio Rivilla y Cerda fabricaron un órgano cuyo valor era entonces de nueve mil quinientos reales y su estilo era rococó. Sufrió  una serie de modificaciones y en 1909 donde se le colocaron un juego de trompeta de 8 pies y 49 notas, un juego de bajoncilo y un clarín de 4 pies y 49 notas más un juego de dulzaina de medio pie y 24 notas. Para producir todos los sonidos posibles, el órgano constaba de 500 tubos.